# Château de Gissey
Le château de Gissey est une maison forte classée située sur la commune de Gissey-sous-Flavigny en Côte-d'Or, en Bourgogne-Franche-Comté.

## Localisation
Le château est situé  en bordure de la R.D. 10 au fond de la vallée encaissée de l'Oze, au centre du village et au nord-ouest de l'église

## Historique
La première trace écrite d'une seigneurerie date de 1366 et, en 1392 puis 1447 est citée une tour dite tour Michel Guiote, une grange, un colombier et des dépendances. En 1769, une maison seigneuriale est recensée  avec colombier, grange, écurie, pressoir et caves attenants. En 1774, Claude Courtépée note qu’Alexandre Jouard a rebâti le château avec jardins, terrasses et canal[réf. souhaitée].
En 1980, le château fait l’objet d'un classement au titre des monuments historiques. Il est restauré entre 1988 et 1992 par des volontaires de l'association Chantiers Histoire et Architecture Médiévales.

## Architecture
La maison seigneuriale de Gissey occupe le centre d'un large pourpris où se distinguent encore les restes d'une grange près de l'église, d'un pigeonnier carré et d'un moulin sur le ruisseau longeant la parcelle. C’est une tour rectangulaire de douze mètres de haut à rez-de-chaussée voûté avec deux étages carrés et combles. Elle est flanquée au sud d'une tourelle ronde avec escalier à vis et sur la façade postérieure d'une tourelle carrée, du XVIe siècle. Le rez-de-chaussée est occupé par deux celliers avec voûtes en berceau soutenues chacune par trois arcs-doubleaux. L'entrée était au centre de la façade sud[réf. souhaitée].
Le premier étage était accessible par une porte haute desservie par l'escalier. Les deux étages ont été divisés en quatre parties par des cloisons lors d'un partage du XVIe siècle. La tourelle ronde hors-œuvre est défendue par plusieurs canonnières et l’escalier lui-même était protégé par une autre percée dans la contremarche de la révolution supérieure. La maison est couverte d'un toit à deux pans dont les pignons ont été rajoutés sur des murs gouttereaux.[réf. souhaitée]

## Valorisation du patrimoine
Le bâtiment a été l’objet d'une campagne de fouilles en 1994.

## Annexe